# ウィン・モリス
ウィン・モリス（Wyn Morris, 1929年2月14日 - 2010年2月23日）は、ウェールズの指揮者。

## 略歴
モンマスシャーのトレレック出身。ロンドンの王立音楽院を卒業し、ザルツブルクのモーツァルテウム音楽院でイーゴリ・マルケヴィチに学ぶ。1957年にはウェールズ交響楽団を創設し、その音楽監督となる。同年、タングルウッド音楽祭に参加し、クーセヴィツキー賞を獲得する。ジョージ・セルに認められ、クリーヴランド室内交響楽団とオルフェウス合唱団の指揮を任される。1960年にイギリスに戻り、ヨーロッパ最大級の文化祭であるウェールズ・ナショナル・アイステズボド（National Eisteddfod of Wales）の音楽監督を1962年まで務める。1963年にロイヤル・フィルハーモニー管弦楽団を指揮してロンドンでのデビューを飾り、翌年には王立音楽院の研究員（フェロー）となる。1968年にはマルコム・サージェントの後を継ぎロイヤル・コーラル・ソサエティの常任指揮者に就任、1969年から1974年まではハダースフィールド・コーラル・ソサエティの常任指揮者となる。
合唱指揮者としての経歴が長いが、一方でマーラーの解釈によっても有名で、1960年代から1970年代までマーラーの交響曲の全集を録音した。1972年に、デリック・クック作成による交響曲第10番実用譜の第2版を初演した。1988年には、バリー・クーパー作成によるベートーヴェンの交響曲第10番の世界初録音も行なっている。
ロンドンにて没。